# Nymphidium minuta
Nymphidium minuta är en fjärilsart som beskrevs av Druce 1904. Nymphidium minuta ingår i släktet Nymphidium och familjen Riodinidae. Inga underarter finns listade i Catalogue of Life.